# Bistum Bacolod
Das Bistum Bacolod (lat.: Dioecesis Bacolodensis) ist eine auf den Philippinen gelegene römisch-katholische Diözese mit Sitz in Bacolod.

## Geschichte
Das Bistum Bacolod wurde am 15. Juli 1932 durch Papst Pius XI. mit der Apostolischen Konstitution Ad Christi aus Gebietsabtretungen der Bistümer Cebu und Jaro errichtet. Am 30. März 1987 gab das Bistum Bacolod Teile seines Territoriums zur Gründung der Bistümer Kabankalan und San Carlos ab.
Es ist dem Erzbistum Jaro als Suffraganbistum unterstellt.
Das Bistum Bacolod umfasst die Provinz Negros Occidental.

## Bischöfe von Bacolod
- Casimiro Lladoc, 1933–1951
- Manuel Yap, 1952–1966
- Antonio Yapsutco Fortich, 1967–1989
- Camilo Diaz Gregorio, 1989–2000
- Vicente Macanan Navarra, 2001–2016
- Patricio Abella Buzon SDB, seit 2016

## Einzelnachweise

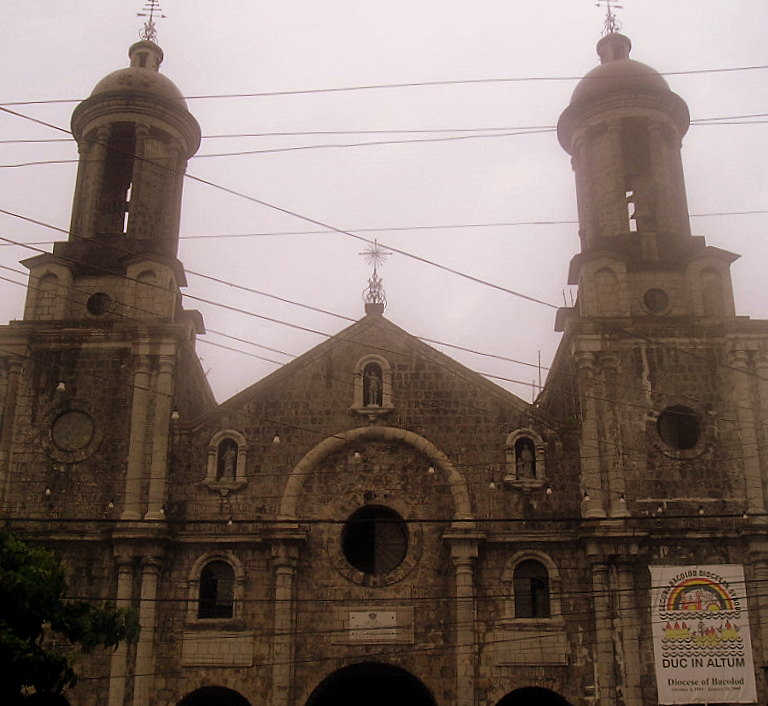
Kathedrale San Sebastian in Bacolod